# Station Sillé-le-Guillaume
Station Sillé-le-Guillaume is een spoorwegstation in de Franse gemeente Sillé-le-Guillaume. Het wordt bediend door treinen van het netwerk TER Pays de la Loire op de trajecten Le Mans - Rennes en Le Mans - Laval.